# FK Bagtyyarlyk-Lebap
Maillots
Le FK Bagtyyarlyk-Lebap ou FC Bagtyyarlyk-Lebap est un club turkmène de football basé à Türkmenabat.

## Histoire
Le club a été fondé en 1992 juste après l’effondrement de l’URSS. Le club a changé de nom en 1996 pour prendre celui de FC Eskavatorshik. À la suite de ce changement de nom, ils ont obtenu une 3e place en Yokari Liga en 1996. Le club a changé de nom à l’hiver 1997-1998 pour prendre celui de Jeyhun.
En 2002, le club s’est fait appeler Garagum. Emmené es joueurs comme Vitaly Alekperov, Nikolay Yermilov - héros de la finale de coupe de Turkménistan victorieuse de 2001 , Zarif Ereshev, Yazguly Hodjageldiev, Berdy Nurmuradov.
En 2003, l’équipe a été soupçonnée d’avoir truqué des matchs. Elle est exclue du championnat. Le club s'est reformé en 2008. En 2013, le club s’est fait renommer en FC Bagtyyarlyk-Lebap.

## Palmarès
- Coupe du Turkménistan (1)
  - Vainqueur : 2002